# يوست غروس
يوست غروس هو سياسي سويسري، ولد في 1 مارس 1946 في Flawil ‏ في سويسرا، وتوفي في 6 مايو 2005 في فالدنبورغ في ألمانيا. نشط حزبياً في الحزب الاشتراكي الديمقراطي السويسري. وقد انتخب عضو المجلس الوطني السويسري ‏ عن دائرة كانتون تورغاو (4 ديسمبر 1995 – 6 مايو 2005).